# Microgale jenkinsae
Microgale jenkinsae é uma espécie de mamífero da família Tenrecidae, endêmica de Madagascar. Conhecido apenas da localização-tipo: Floresta Mikea no sudoeste de Madagascar, e de mais quatro pontos na mesma região. Possivelmente é uma espécie de distribuição geográfica restrita.